# Argiope catenulata
Nhện giăng tơ (Argiope catenulata) hình cầu là thành viên của họ nhện Araneidae. Loài này thuộc chi Argiope. Argiope catenulata được Carl Ludwig Doleschall miêu tả năm 1859. Chúng là nhóm phổ biến nhất trong các loài nhện xây dựng mạng lưới hình bánh xe xoắn ốc thường thấy trong các khu vườn, cánh đồng và rừng. Những con Araneids có tám mắt giống nhau, chân có lông hoặc có gai, và không có các cơ quan xếp nếp.

## Đa dạng loài
Họ nhện này khá phổ biến, bao gồm nhiều loài nhện vườn lớn hoặc loài có màu sắc rực rỡ. Với 3122 loài thuộc 172 chi trên toàn thế giới, Araneidae là họ nhện lớn thứ ba (sau họ Salticidae và họ Linyphiidae). Mạng của loài Araneid được xây dựng theo kiểu rập khuôn. Một bộ khung của tơ không dính được giăng trước khi con nhện phủ thêm một vòng xoắn tơ cuối được bao phủ trong những giọt dính nhớp.
Mạng nhện hình cầu cũng được sử dụng bởi các thành viên từ các họ nhện khác. Các loài nhện giăng tơ hình cầu có cầu hàm dài (Tetragnathidae) trước đây thuộc họ Araneidae; chúng là họ hàng gần và là một phần của liên họ  Araneoidea. Họ Arkyidae đã được tách ra khỏi Araneidae. Loài nhện Cribellate hay loài Uloboridae thuộc một nhóm nhện khác. Mạng của chúng tuy rất giống nhau, nhưng lại sử dụng một loại tơ khác.

## Miêu tả
Nói chung, nhện giăng tơ hình cầu là những nhà xây dựng ba móng của mạng phẳng với tơ bắt xoắn ốc dính. Việc xây dựng một mạng lưới là một kỳ công kỹ thuật, bắt đầu từ khi con nhện trôi theo một đường gió đến một bề mặt khác. Con nhện cố định đường thẳng và sau đó thả một đường thẳng khác từ tâm xuống, tạo thành chữ "Y". Phần còn lại của giàn giáo tiếp theo với nhiều bán kính của tơ không dính được tạo ra trước khi tạo ra một vòng xoắn cuối cùng của tơ bám dính.
Móng thứ ba được sử dụng để đi trên phần không dính của mạng tơ. Côn trùng săn mồi khi phạm vào đường dính sẽ bị choáng bởi vết cắn nhanh chóng, và sau đó được bọc trong tơ. Nếu con mồi là côn trùng có nọc độc, chẳng hạn như ong bắp cày, thì việc quấn con mồi có thể xảy ra trước khi cắn và châm chích. Mạng của một số loài đủ mạnh để bắt các động vật có xương sống nhỏ, bao gồm cả dơi và chim.
Nhiều con xây dựng một mạng tơ mới mỗi ngày. Chúng hầu hết có xu hướng hoạt động nhiều vào buổi tối và ẩn náu phần lớn thời gian trong ngày. Nói chung, vào buổi tối, con nhện sẽ tiêu thụ mạng cũ, nghỉ ngơi trong khoảng một giờ, sau đó quay một mạng mới ở cùng một vị trí chung. Do đó, mạng nhện của những con nhện giăng tơ hình cầu thường không có sự tích tụ của các mảnh vụn phổ biến đối với các loài khác, chẳng hạn như nhện góa phụ đen.
Một số loài giăng tơ hình cầu lại không hề dệt mạng. Các thành viên của các chi Mastophora ở Châu Mỹ, Cladomelea ở Châu Phi và Ordgarius ở Úc tạo ra các hình cầu dính, chứa một chất tương tự pheromone. Quả cầu này được treo từ một sợi tơ do nhện treo ở hai chân trước của nó. Chất tương tự pheromone chỉ thu hút những con bướm đêm đực của một số loài. Những thứ này bị mắc kẹt trên hình cầu và được cuốn vào để ăn. Cả hai loại nhện bolas đều có khả năng ngụy trang cao và rất khó xác định vị trí.
Nhện dệt cầu gai trong các chi Gasteracantha và Micrathena trông giống như hạt cây hoặc gai treo trong mạng nhện của chúng. Một số loài Gasteracantha có gai rất dài, giống như sừng nhô ra từ thân mình.
Một đặc điểm nổi bật của mạng nhện của một số loài nhện giăng tơ hình cầu là sợi tơ ổn định, một dải tơ đan chéo qua trung tâm của mạng lưới. Nó được tìm thấy ở một số chi, nhưng Argiope - loài nhện vườn màu vàng và có vệt ở Bắc Mỹ - là một ví dụ điển hình. Vì khi những con nhện này già đi chúng sẽ có xu hướng sản xuất ít tơ hơn, nhiều con nhện trưởng thành sau đó có thể phụ thuộc vào màu sắc của chúng để thu hút nhiều con mồi hơn. Các vết trên thân của chúng có thể là mồi nhử cho con mồi, là điểm đánh dấu để cảnh báo các loài chim tránh xa mạng lưới và là vật ngụy trang cho nhện khi nó đậu trong lưới. Lớp đệm có thể làm giảm khả năng hiển thị của tơ đối với côn trùng, do đó khiến con mồi khó tránh mạng hơn. Mạng lưới quả cầu bao gồm một khung và bán kính hỗ trợ được phủ bằng một hình xoắn ốc bám dính và các loại tơ được sử dụng bởi nhện dệt quả cầu có các đặc tính cơ học đặc biệt để chịu được tác động của con mồi đang bay.
Trong kỷ Phấn trắng, sự bức xạ của thực vật hạt kín và côn trùng thụ phấn của chúng đã xảy ra. Bằng chứng hóa thạch cho thấy rằng mạng lưới quả cầu đã tồn tại vào thời điểm này, cho phép một bức xạ đồng thời của những kẻ săn mồi nhện cùng với con mồi côn trùng của chúng. Khả năng của mạng nhện hấp thụ tác động của con mồi đang bay khiến nhện ăn cỏ trở thành kẻ săn mồi thống trị của côn trùng trên không trong nhiều hệ sinh thái. Côn trùng và nhện có tỷ lệ đa dạng hóa tương đương, cho thấy chúng đồng bức xạ, và đỉnh điểm của bức xạ này xảy ra 100 Mya trước nguồn gốc của thực vật hạt kín. Vollrath và Selden (2007) đưa ra một mệnh đề táo bạo rằng sự tiến hóa của côn trùng ít được thúc đẩy bởi thực vật có hoa hơn là sự ăn thịt của nhện - đặc biệt là thông qua mạng nhện - như một lực chọn lọc chính.
Hầu hết các mạng nhện đều thẳng đứng và nhện thường treo đầu xuống. Một số mạng nhện, chẳng hạn như mạng của những người dệt quả cầu trong chi Metepeira có quả cầu ẩn trong một không gian rối của mạng. Một số loài Metepiera là bán xã hội và sống trong các mạng chung. Ở Mexico, những mạng lưới cộng đồng như vậy đã được cắt bỏ khỏi cây cối hoặc bụi rậm và được sử dụng làm giấy sống. Năm 2009, các công nhân tại Nhà máy xử lý nước thải Baltimore đã kêu gọi sự giúp đỡ để đối phó với hơn 100 triệu con nhện dệt kim sống trong quần xã đã quay một mạng lưới gây chấn động bao phủ một tòa nhà rộng khoảng 4 mẫu Anh với mật độ nhện ở một số khu vực lên tới 35.176 con nhện trên một mét khối.

## Hình ảnh

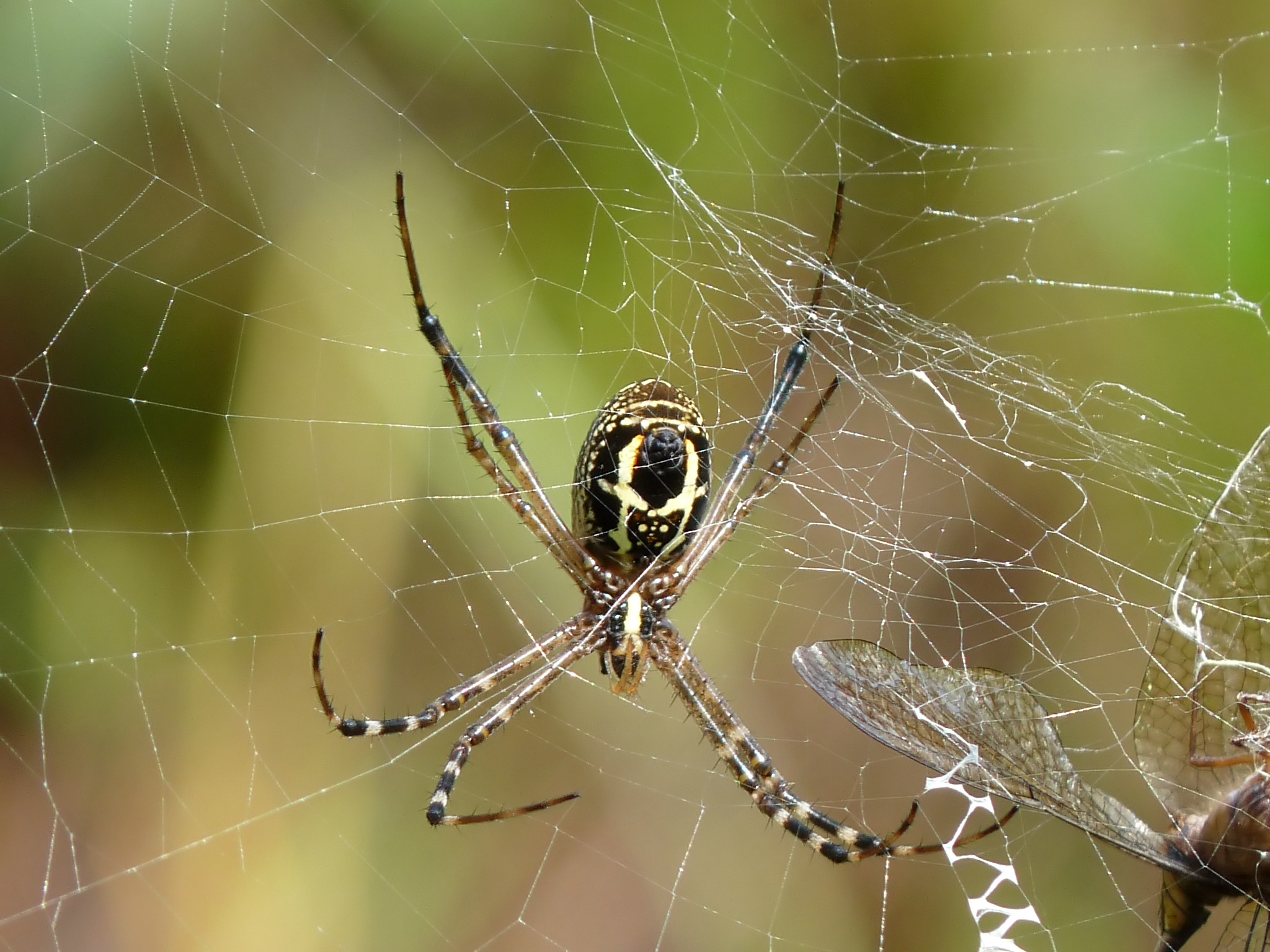
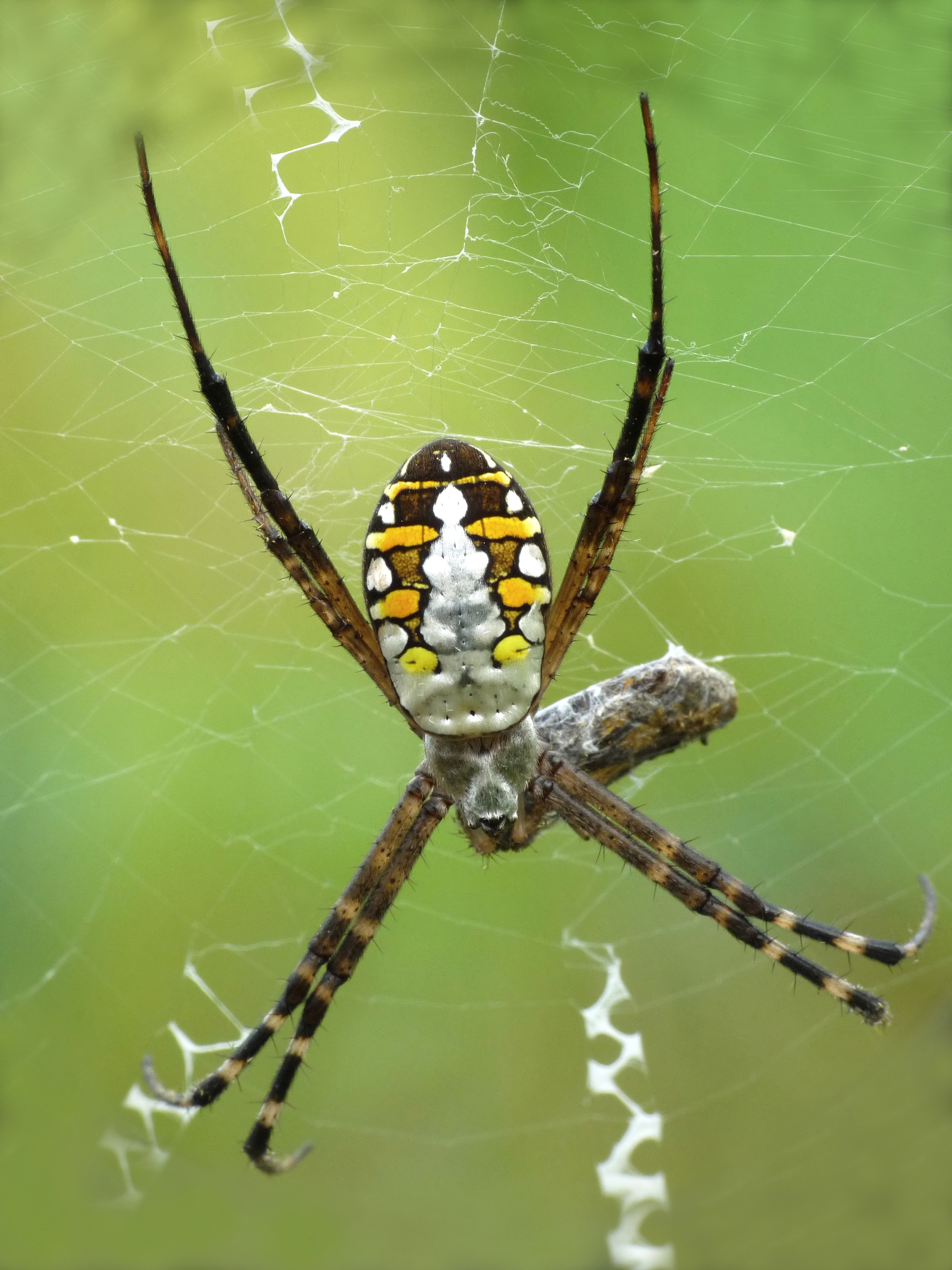
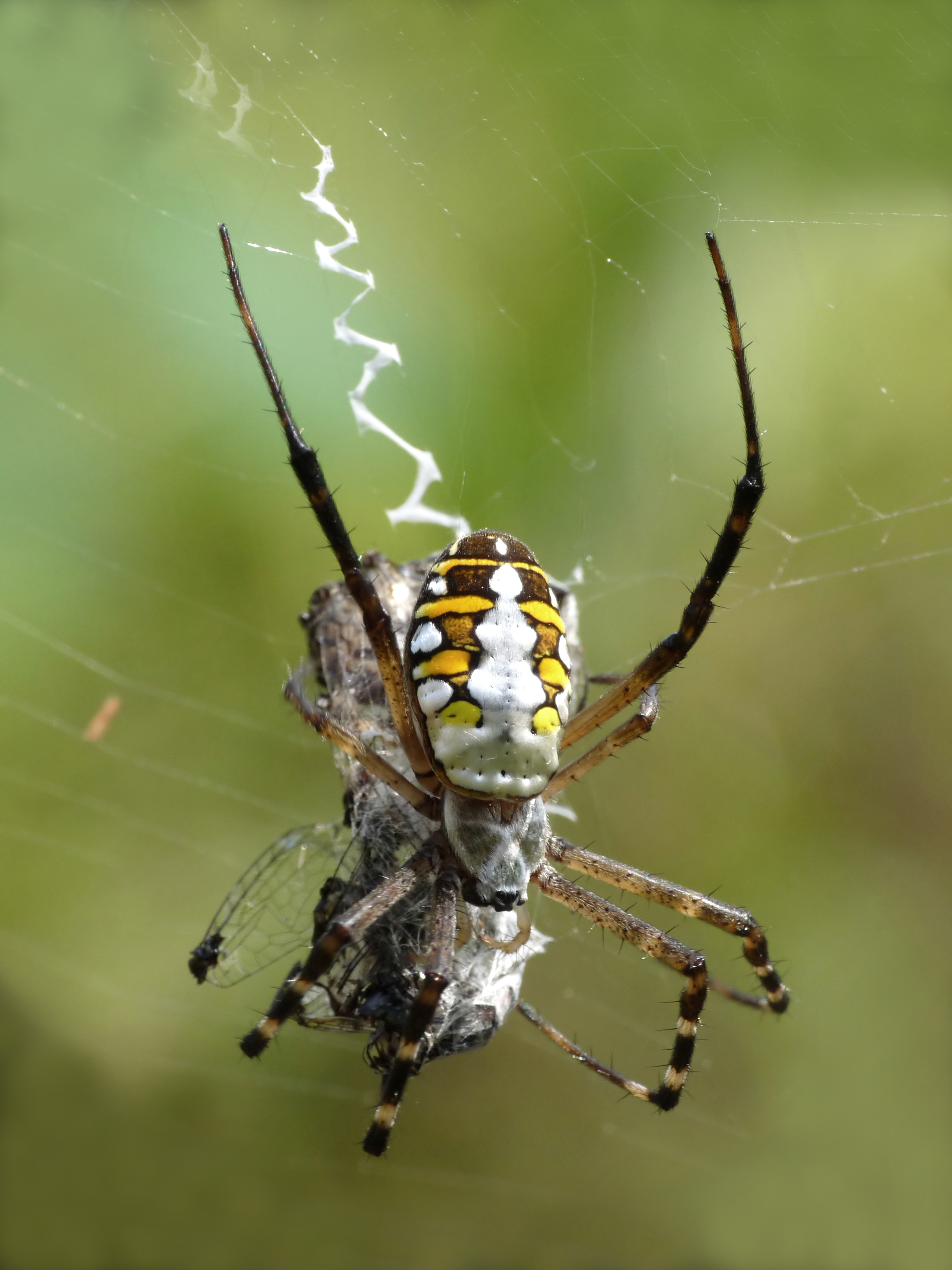